# 李伯祐
李伯祐，元朝将领，高丽人，史天倪部将。
武仙袭杀史天倪，其弟史天泽在燕京，李伯祐前去禀告，他和从事王玉汝、王缙推举史天泽领史天倪溃兵。又禀告国王孛鲁。成吉思汗以史天泽嗣为都元帅，以李伯祐为都提控。武仙夜袭真定，李伯祐跟随史天泽逃出。史天泽走藁城，向董俊求援，李伯祐斩杀有异谋的诸将。史天泽再取真定，李伯祐转任镇抚军民都弹压。跟随史天泽伐宋，以功授金符，担任本路兵马都总管。元军围襄阳，李伯祐等二十人攻宋栅，平栅而还。又攻克寿春，授千户。史天泽担任河南经略使，李伯祐摄真定万户。跟随忽必烈围鄂州。中统元年（1260年），擢升为侍卫亲军都指挥使，佩金符。李璮造反，李伯祐参与讨伐，在老鸧口战败，与董文蔚合兵，请史天泽督师。平灭李璮后，李伯祐以年老致仕，卒年八十三岁。
其子李珣，官至真定千户；李公懋，官至沐阳令；李珏，官至江陵总管；李琦，官至宝庆总管；李琳，官至提举越州人匠。李伯祐致仕时，诸将的家奴多被武装。后来核验兵籍，事发，罪至死。李珣为部下告发，事连李伯祐。李珏为质子，说此事父兄不知，下狱当死。后来以军官未受俸之前，应该减罪。李珏获免。随军伐宋有功，应得万户，李珣去世，儿子年幼，害怕朝廷取消李珣的千户，于是请求代兄子袭任千户。